# 2008年夏季奥林匹克运动会美属维尔京群岛代表团
2008年夏季奥林匹克运动会美属维尔京群岛代表团参加2008年8月8日至24日在中国北京主办的第29届夏季奧林匹克運動會。

## 田徑
- Tabarie Henry（男子400公尺）
- LaVerne Jones-Ferrette（女子100和200公尺）

## 拳擊
- John Jackson（男子沉量级）
- Julius Jackson（男子次重量级）

## 帆船
- Thomas Barrows III（激光级男子单人艇）

## 射擊
- Ned Gerard（男子50米步枪卧射）

## 游泳
- Joshua Laban（男子50米自由泳）